# فک بی‌گوش
فک‌های بی‌گوش یا فک‌های راستین (به انگلیسی: Phocids) با نام علمی Phocidae، جانورانی پستاندار از راستۀ گوشت‌خوارسانان و متعلق به دسته‌ای از سه دستۀ اصلی مرتبط با خانوادۀ فک‌ها هستند.